# 川本邦雄
川本 邦雄（かわもと くにお、1903年3月28日 - 1945年）は、昭和期の日本の官僚。妻は西四辻公堯の長女壽榮子。

## 来歴
熊本県に生まれる。熊本県立玉名中学校（1920年卒業）、第五高等学校を経て、京都帝国大学法学部を卒業した。
卒業後は朝鮮総督府に勤務の後、拓務省の高官となり、文書課長などを歴任した。その後、新たに発足した大東亜省の文書課長となり、1945年に中国地区統監府官房参事官として広島市に赴任中に広島市への原子爆弾投下に遭遇して被爆死した。
南方（東南アジア）政策を専門とし、『南方への指標』（朝日新聞社、1942年）や『大南洋の話』（偕成社・偕成社少年少女文庫、1942年）といった一般向けの著作を残している。